# Somatidia testudo
Somatidia testudo är en skalbaggsart som beskrevs av Thomas Broun 1904. Somatidia testudo ingår i släktet Somatidia och familjen långhorningar. Inga underarter finns listade i Catalogue of Life.